# Heroic verse
Der heroic verse (englisch „heroischer Vers“) ist in der Verslehre ein jambischer Fünfheber mit fester Zäsur nach der zweiten Hebung. Er ist die englische Abart des französischen vers commun bzw. des italienischen Endecasillabo.
Wesentliches Merkmal ist jedoch, dass der heroic verse in gereimter Form auftritt, und zwar vornehmlich im Paarreim zum sogenannten heroic couplet („heroisches Reimpaar“) verbunden.
Heroic verse bzw. heroic meter bezeichnet im Englischen zunächst allgemein ein Versmaß, das würdig ist, in einer neuzeitlichen Sprache wie dem Englischen oder dem Französischen die Stelle des heroischen Versmaßes der Antike, des (daktylischen) Hexameters einzunehmen. So wird zum Beispiel der Alexandriner in der englischen Literatur als der französische heroic meter bezeichnet. In diesem Sinn schrieb John Dryden im Vorwort seiner Vergil-Übersetzung 1697:

„A Heroick Poem, truly such, is undoubtedly the greatest Work which the Soul of Man is capable to perform. The Design of it, is to form the Mind to Heroick Virtue by Example.“

Als spezifische Bezeichnung für den jambischen Fünfheber erscheint heroic verse mit den englischen Übersetzungen antiker Klassiker Ende des 16. Jahrhunderts verknüpft zu sein und birgt eine gewisse Missverständlichkeit. Gegen die alternativen Bezeichnungen iambic pentameter („jambischer Pentameter“) bzw. decasyllable wird eingewandt, dass sie unzutreffend sind, da das Versmaß eben kein Pentameter im Sinn des antiken Metrons ist bzw. die Bezeichnung „Zehnsilber“ im Englischen unpassend ist, da hier das akzentuierende und nicht das silbenzählende Versprinzip gilt.
Das folgende Beispiel für die spezifische Verwendung des jambischen Fünfhebers in Reimpaaren stammt aus den Canterbury Tales (Original und modernisierte Form) von Geoffrey Chaucer, dem die Erfindung dieser Form im 14. Jahrhundert zugeschrieben wird:
| Bifil that in that seson, on a day, In Southwerk at the Tabard as I lay Redy to wenden on my pilgrymage To Caunterbury with ful devout corage | Befell that, in that season, on a day In Southwark, at the Tabard, as I lay Ready to start upon my pilgrimage To Canterbury, full of devout homage |

Die zunächst – vermutlich mit Bezug auf den Ritt nach Canterbury – als riding rhyme bekannte Form wurde nicht unmittelbar nach Chaucer dominierend, erst ab Mitte des 16. Jahrhunderts wurde sie als heroic couplet die verbreitetste Form in der englischen Dichtung, die gleichermaßen für Epigramme, Satiren, sowie diskursive wie auch epische Dichtung verwendet wurde. Ihre Rolle war damit vergleichbar der des Hexameters in der antiken Epik bzw. des elegischen Distichons in der antiken Epigrammdichtung. Erst gegen Ende des 18. Jahrhunderts wurde der heroic verse zunehmend vom (ungereimten) Blankvers abgelöst.
Man unterschied beim heroic couplet den offenen (open) und den geschlossenen (closed) Typus, wobei der geschlossene Typus dadurch gekennzeichnet war, dass die Zäsur (meist männlich nach der vierten, seltener weiblich nach der fünften Silbe) und die Versschlüsse (des ersten Verses bzw. am Ende des Reimpaars) mit der syntaktischen Gliederung übereinstimmen, das heißt, dass etwa das Ende des Reimpaars meist mit dem Satzende zusammenfiel.
Der Wandel von der relativ freien Handhabung des Chaucerschen Reimpaars hin zu der sich stark am antiken elegischen Distichon orientierenden Gliederung der geschlossenen Form des heroic couplet fand in einem relativ kurzen Zeitspanne am Ende des 16. Jahrhunderts statt, als die Amores und Heroides des Ovid und die Epigramme Martials übersetzt wurden.
Ein Beispiel aus Christopher Marlowes Übersetzung der Amores zeigt die regelmäßige Übereinstimmung zwischen Versform und syntaktischer Gliederung bzw. rhetorischer Struktur (e.g. „If she … / If not …“):
If she be learned, then for her skill I crave her,

If not, because shees simple I would have her.

Before Callimachus one preferres me farre,

Seeing she likes my bookes, why should we jarre?

Another railes at me, and that I write,

Yet would I lie with her if that I might.

Trips she, it likes me well, plods she, what than?

She would be nimbler, lying with a man.
Zum Vergleich der lateinische Originaltext:
Sive es docta, places raras dotata per artes;

Sive rudis, placita es simplicitate tua.

Est, quae Callimachi prae nostris rustica dicat

Carmina — cui placeo, protinus ipsa placet.

Est etiam, quae me vatem et mea carmina culpet —

Culpantis cupiam sustinuisse femur.

Molliter incedit — motu capit; altera dura est —

At poterit tacto mollior esse viro.
Bedeutende Dichter, die sich des heroic couplet bedienten, sind unter anderen:
- John Lydgate
- Edmund Spenser
- George Chapman (Übersetzung der Odyssee, 1614)
- Christopher Marlowe (Hero and Leander, 1593)
- William Chamberlayne (Pharonnida, 1659)
- John Dryden (Absalom and Achitophel, 1681)
- Alexander Pope (An Essay on Criticism, 1711; An Essay on Man, 1734)
- Samuel Johnson
- Charles Churchill
- Oliver Goldsmith
- George Crabbe

Ab der Romantik wurden freiere Formen des heroic verse von Lord Byron, John Keats (Endymion, 1817/1818), Percy Shelley, Robert Browning (My Last Duchess) und Algernon Charles Swinburne verwendet.
In der amerikanischen Literatur ist Timothy Dwight IV. mit seinem 1785 erschienenen umfangreichen Versepos The Conquest of Canaan zu nennen.
Im Deutschen wurde das heroische Reimpaar in den satirischen Versepen Justus Friedrich Wilhelm Zachariaes nachgebildet.
Im 20. Jahrhundert schließlich wurde das heroic couplet noch verwendet von T. S. Eliot (ein in heroic couplets abgefasster Abschnitt in The Waste Land wurde von ihm auf Anraten Ezra Pounds entfernt), Robert Frost (e. g. The Tuft of Flowers, 1906) und Alec Derwent Hope (Dunciad Minor, 1970).
Neben dem heroic couplet fanden der heroic verse auch noch in anderen Reim- und Strophenformen Verwendung: Die Chaucerstrophe, auch als rhyme royal bekannt, ist eine Strophe aus sieben heroic verses mit dem Reimschema ababbcc.
Weiter ist noch von Bedeutung die als heroic stanza oder heroic quatrain bekannte vierzeilige Strophe mit dem Reimschema abab, die im 16. und 17. Jahrhundert zum Beispiel von Dryden verwendet wurde, als elegiac stanza („elegische Strophe“) dann bei James Hammond (Love elegies, 1743), Thomas Gray (Elegy written in a country churchyard, 1750) und in weiteren melancholischen Gedichten und der Schauerlyrik der als Graveyard Poets bekannten Gruppe der englischen Vorromantik erscheint.